# Fahrenheit (videogioco)
Fahrenheit (Indigo Prophecy negli Stati Uniti ed in Canada) è un videogioco di genere avventura grafica, uscito nel 2005 per PlayStation 2, Xbox e Windows. È stato sviluppato dallo studio francese Quantic Dream, e pubblicato da Atari. Il gioco è stato scritto e diretto da David Cage, fondatore della stessa Quantic Dream.

## Trama
New York, gennaio 2009. Lucas Kane, un normale cittadino, si risveglia da un trance nei bagni di una tavola calda e scopre di aver appena ucciso un uomo. Egli riesce a fuggire, ma sulle sue tracce si mettono gli ispettori di polizia Carla Valenti e Tyler Miles. Impersonando Lucas, l'obiettivo sarà quello di non farsi rintracciare dalla polizia, mentre al contrario, nei panni dei due detective, bisognerà indagare sull'accaduto. L'ambiente in cui si svolge il gioco è una New York sommersa dalla neve, invasa da un'ondata di freddo glaciale. Il segreto della vicenda è nascosto dietro a delle antiche profezie Maya, secondo le quali dovevano essere commessi dei sacrifici umani per entrare in contatto con l'altro mondo. Il tutto sta a trovare una bambina prodigio chiamata "Bambina Indaco" prima che la trovi un altro personaggio, che si fa chiamare "L'Oracolo", animato da intenti decisamente più pericolosi.

## Modalità di gioco
Questo titolo si presenta come un'avventura che pone un misto di esplorazione e quick time event. Il giocatore controlla alternatamente tre personaggi e la sua partita lo porterà ad uno dei tre finali diversi disponibili che varierà in base alle scelte fatte durante il gioco. Le scelte si attivano durante i vari dialoghi del gioco, in cui il giocatore decide cosa dire scegliendo le frasi con la direzione abbinata allo stick analogico destro.
Un fattore che va tenuto in considerazione durante il gioco è lo stato d'ansia dei personaggi che può migliorare o peggiorare a seconda delle scelte fatte e che può portare alla fine prematura del gioco: in casi diversi a seconda del personaggio.
Durante il gioco è possibile raccogliere punti bonus che permettono di acquistare nell'apposito menù i contenuti extra del gioco, come dei video di making of, illustrazioni e tanto altro.

### Controlli
Una delle cose che ha contraddistinto questo gioco, oltre alla natura di 'film interattivo', è stato il sistema di controllo, interamente votato sull'utilizzo degli stick analogici del DualShock. Per la versione Pc si è adottato una combinazione di mouse e tastiera, ma il supporto per joypad rende quest'ultimo il sistema di controllo preferibile.
Il gioco alterna momenti di esplorazione in cui si controlla il personaggio principale e lo si fa interagire con l'ambiente o con altri personaggi a quick time event, ovvero momenti in cui la risoluzione di una situazione si risolve con prove di abilità. queste sono divise in due tipologie:
- la pressione delle direzioni corrispondenti di uno dei due o di entrambi gli Stick analogici in base a quanto segnalato a schermo;
- la pressione alternata dei tasti L1 e R1 per lo spostamento di una linea all'interno di una barra che appare nella parte bassa dello schermo.

Il primo caso ripropone la meccanica del vecchio gioco elettronico Simon, ma richiede l'interazione in tempo reale invece che ripetere tutto a memoria in un secondo tempo.
La visuale può essere spostata con lo stick analogico destro (non può essere controllata durante i quick time event) e si può riportare dietro le spalle del protagonista controllato con la pressione del tasto R2.

## Personaggi

### Protagonisti

#### Lucas Kane
Figlio di scienziati stanziati presso la base militare di Wishita, Lucas è dotato di poteri paranormali e ha spesso delle visioni. Si risveglia da una trance una sera in un ristorante e si riscopre assassino di uno sconosciuto. Inizia così la sua fuga dalla polizia e, con essa, le sue ricerche per scoprire ciò che realmente è accaduto. Il suo lavoro è il responsabile informatico presso la banca Naser & Jones, è il fratello di Marcus ed era fidanzato con Tiffany.

#### Carla Valenti
Detective di New York lavora in coppia con Tyler Miles. Donna dal carattere forte, penalizzata unicamente dal fatto di soffrire di claustrofobia. Sarà lei, insieme al suo collega, a dare la caccia all'assassino del ristorante.

#### Tyler Miles
È il collega di Carla ed è un uomo di colore abbastanza alto. Si divide con Carla le ricerche per scovare degli indizi che gli permettano di risolvere l'efferato delitto. È fidanzato con Samantha, si dedica al basket ed è appassionato di musica motown.

#### Marcus Kane
Fratello di Lucas, fa il prete. Lui e Lucas nel corso degli anni si sono persi di vista e si ricongiungono nel momento in cui Lucas si trova in difficoltà. A differenza di Lucas lui non ha alcun potere.

#### L'Oracolo
Figura misteriosa che si delinea con il proseguire del gioco. Il suo coinvolgimento negli omicidi sembra quasi certo. Non agisce solo per conto proprio, ed è l'antagonista del gioco.

### Altri personaggi

#### Tiffany Harper
Ex fidanzata di Lucas, i due si sono separati da circa un mese all'inizio del gioco. Fa l'infermiera.

#### Samantha 'Sam' Malone
Fidanzata di Tyler. Si trova a soffrire di una certa trascuratezza nei suoi confronti per via del lavoro svolto dal proprio fidanzato.

#### Agatha
Donna anziana, costretta su una sedia a rotelle e per di più cieca. Viene avvicinata da Lucas su consiglio del fratello Marcus per le sue capacità sensitive allo scopo di aiutarlo a scoprire la verità sull'accaduto. Morirà per cause naturali. Viene sostituita da un mostro venuto dalla rete.

#### Il Cyborg
Un mostro composto da energia elettrica che ucciderà Agatha per manipolare Lucas. Lavora per conto di una fazione rivale a quella dell'Oracolo.

#### Jade - Bambina indaco
Di questa bambina si sa poco o nulla, si saprà di più sul suo conto con il procedere del gioco. L'Oracolo è alla sua ricerca.

## Doppiaggio
- Luca Sandri - Lucas Kane, Jeffrey, Clan Degli Ocra
- Cinzia Massironi - Carla Valenti
- Claudio Moneta - Tyler Miles, L'Intelligenza Artificiale
- Leonardo Gajo - Marcus Kane, Cap. Jones, John Kane, Clan Degli Ocra
- Marco Balzarotti - L'Oracolo
- Antonio Paiola - Bogart, Doug
- Massimo Di Benedetto - David Cage, Lucas Kane da bambino, Guardia del museo
- Silvana Fantini - Kate Morrison, Kurt, Mary Kane
- Marco Morellini - Martin McCarthy, Anton Janos, Clan Degli Ocra
- Alberto Olivero - Garrett, Frank, Barney, Soldati
- Renata Bertolas - Samantha 'Sam' Malone
- Luigi Rosa - Coroner, Takeo, Jose' Lopez
- Paolo De Santis - Markus Kane da bambino, Tommy
- Elisabetta Cesone - Agatha
- Federico Danti - Robert Mitchell, Clan Degli Ocra
- Pino Pirovano - Warren, Prof. Kuryakin, Clan Degli Ocra

## Colonna sonora
La colonna sonora è un altro degli aspetti che ha caratterizzato in positivo Fahrenheit, contando su diversi brani su licenza ed un paio di brani orchestrali scritti dal noto Angelo Badalamenti. Qua di seguito i brani:
- Theory of a Deadman - Santa Monica
- Theory of a Deadman - No Surprise
- Theory of a Deadman - Say Goodbye
- Theory of a Deadman - No Way Out
- Teddy Pendergrass - Love TKO
- Ben E. King - Street Tough
- Patrice Rushen - Hang It Up
- Bobby Byrd - Try It Again
- Society's Bag - Let It Crawl
- Leee John - Just an Illusion
- Angelo Badalamenti - Lucas Main Theme
- Angelo Badalamenti - Carla's Main Theme
- Nina Simone - No Good Man
- Martina Topley-Bird - Sandpaper Kisses

## Cambiamenti nella versione statunitense
Il titolo originale Fahrenheit è stato cambiato negli Stati Uniti in Indigo Prophecy. Il cambiamento al nome del gioco è stato fatto per evitare confusione con il film di Michael Moore Fahrenheit 9/11. Oltre al cambiamento del nome, è importante sottolineare che la versione americana del gioco è stata ritoccata. Scene in cui viene rappresentato sesso (una delle quali interattiva) ed altri "contenuti adulti" sono stati rimossi, così il gioco ha potuto ottenere un bollino "Mature" (17+) invece di un'etichettatura "Adults Only" (18+) dall'ESRB Entertainment Software Rating Board. Sia il cambio di nome sia le modifiche al gioco sono state fatte su richiesta del publisher.
La causa principale dei cambiamenti apportati al videogioco è da riscontrarsi nello "sciagurato" Hot Coffee per Grand Theft Auto: San Andreas, il quale è stato oggetto di attenzioni negative da parte dei media e controversie nella metà del 2005.
Tuttavia non essendo esplicite le scene di sesso censurate in Fahrenheit, Quantic Dream ha dichiarato che le censure non apportavano modifiche drastiche alla trama del gioco, essendo completamente secondarie allo sviluppo della storia.
Rappresenta un'eccezione la scena di sesso finale tra Lucas e Carla, che non è stata completamente eliminata dal gioco vista la sua importante funzione a fini narrativi, ma è stata accorciata rimuovendo la maggior parte della nudità presente; tuttavia un'angolazione è rimasta nell'edizione censurata, quella che rivela il seno nudo di Carla, anche se i capezzoli sono stati rimossi dal suo modello di gioco, dando l'impressione che gli stessi capezzoli siano quasi completamente oscurati dalla visione evitando ogni allusione alla nudità.
Nonostante tutto, il gioco è stato successivamente ridistribuito in Canada e USA con il titolo Fahrenheit: Indigo Prophecy Director's Cut. Questa versione, disponibile solo per PC come download, non è censurata ed è quindi classificata Adults Only (18+). Il gioco non ha incontrato problemi nelle altre parti del mondo; di conseguenza, ogni copia del videogioco intitolata Fahrenheit non è stata modificata in alcun modo.

## Altre edizioni
Il 4 dicembre 2007 la versione non censurata è stata distribuita in tutto il mondo per Xbox 360, scaricabile tramite Xbox Live.
Il 29 gennaio 2015 è uscita una nuova edizione rimasterizzata e in alta definizione, intitolata Fahrenheit: Indigo Prophecy Remastered, pubblicata in tutto il mondo per Windows, Linux, macOS, Android e iOS. Anche questa versione è incensurata.
Il 10 agosto 2016 è stata pubblicata sul PlayStation Store la versione rimasterizzata per PlayStation 4.

## Premi e vendite
Fahrenheit, pubblicato come Indigo Prophecy in Nord America, ha venduto più di 700.000 unità in tutto il mondo quando è uscito nel settembre 2005, e ha vinto diversi premi.